# 泰國跳棋
泰國跳棋（หมากฮอสไทย），是流行於泰國的跳棋類遊戲，王的吃子方式與其他西洋跳棋有所差異。

## 棋具
- 棋盤為8*8的西洋棋棋盤。

- 以兩色扁圓狀的棋子區分敵我，一體兩類，正面稱作為兵，反面稱為王，每方各八枚。

## 規則
- 兵皆放在離己方最近的兩橫行深色棋格。

- 升變：當兵停在敵方底行時，將其翻面，改稱為王，其後回合的移動改用王的方式。

- 每回合玩家可能有二種行動，以跳吃為優先：
  - 跳吃：若條件符合，必須連跳吃。每跳過一枚敵棋，就立即將該敵棋移出棋盤。有多條路徑可跳吃時，可任意選擇一條。
    - 兵跳過一枚前斜鄰格的敵棋，落到後者的第一個空格。
    - 王跳過一枚在同斜線、中間無其他棋子的敵棋，落到後者的第一個空格。在連跳过程中，可多次跳跃同一格。

  - 無法跳吃時，移動一枚己棋到空格。
    - 兵僅能朝前斜移動一格。
    - 王能循任何斜向移动任意格数，路徑不可有其他棋子阻擋。

- 消滅所有敵棋或是讓敵棋無法移動者勝[1]。

## 外部連結
- 遊戲介紹 （页面存档备份，存于）
- 包含泰國跳棋的免費遊戲 （页面存档备份，存于）